# Giro del Piemonte 1998
Il Giro del Piemonte 1998, ottantaseiesima edizione della corsa, si svolse il 15 ottobre 1998 su un percorso di 198 km. La vittoria fu appannaggio dell'italiano Marco Serpellini, che completò il percorso in 4h20'02" precedendo i connazionali Daniele Nardello e Stefano Colagè.
Sul traguardo del Motovelodromo Fausto Coppi 61 ciclisti, su 182 partiti da Torino, portarono a termine la competizione.

## Ordine d'arrivo (Top 10)
| Pos. | Corridore        | Squadra             | Tempo    |
| ---- | ---------------- | ------------------- | -------- |
| 1    | Marco Serpellini | Brescialat-Liquigas | 4h20'02" |
| 2    | Daniele Nardello | Mapei-Bricobi       | s.t.     |
| 3    | Stefano Colagè   | Cantina Tollo       | s.t.     |
| 4    | Marco Velo       | Mercatone Uno       | s.t.     |
| 5    | Chris Peers      | Lotto-Mobistar      | s.t.     |
| 6    | Dario Frigo      | Saeco-Cannondale    | a 5"     |
| 7    | Paolo Valoti     | Cantina Tollo       | a 23"    |
| 8    | Franz Hotz       | Post Swiss Team     | s.t.     |
| 9    | Biagio Conte     | Scrigno-Gaerne      | a 54"    |
| 10   | Rolf Järmann     | Casino-Ag2r         | a 57"    |